# Battle Fighters: Legend of the Hungry Wolf
Battle Fighters: Garou Densetsu (バトルファイターズ餓狼伝説) (Fúria Total ou Fatal Fury no Brasil) é um anime baseado no jogo de videogame de mesmo nome, Garou Densetsu - shukumei no tatakai (Fatal Fury: King of Fighters). O filme foi dirigido pelo famoso Masami Obari que também foi responsável pelo design dos personagens. O anime segue o roteiro do jogo, com algumas adaptações que tornam a trama mais interessante para o vídeo, seu sucesso rendeu duas continuações: Battle Fighters: Garou Densetsu 2 (BR: Fatal Fury 2: O desafio de Krauser) e Fatal Fury: The Motion Picture (BR: Fatal Fury 3: A Fúria).

## História
O filme começa com uma cena de um belo dia em Southtown, E.U.A.. Os garotos Terry e Andy Bogard estão passeando com seu mestre, Tung Fu Rue e seu pai adotivo, Jeff Bogard. Jeff, que havia ficado para trás, se vê cercado por um grupo de criancinhas pobres pedindo esmola. Jeff diz gentilmente às crianças que lhes daria algum dinheiro se o soltassem. Enquanto ele diz isso, uma garotinha de cabelos verdes pede a Jeff que compre um de suas flores, a quem Jeff diz que certamente compraria.
Enquanto isso acontece, quatro homens vindos de um carro preto cercam Jeff. Os quatro homens revelam esconder punhais e atacam Jeff. As crianças em volta de Jeff o prendem como se o impedindo de reagir ao ataque. Ele derrota três facilmente, mesmo protegendo a pequena vendedora de flores. O quarto homem, porém, acerta Jeff pelas costas com seu punhal, sendo jogado para longe em seguida. Ferido, Jeff se esforça para manter-se em pé por causa da dor, enquanto surge uma figura no horizonte, a quem Jeff reconhece como seu velho amigo Geese Howard. Geese ataca o homem ferido e Jeff morre. Diante do túmulo de Jeff, Tung Fu Rue faz com que Terry e Andy prometam não fazer nada até que se passem dez anos e tenham poder para punir Geese.
Dez anos depois, Terry é o primeiro a retornar. A primeira coisa que faz ao chegar em Southtown é ir ao Pao Pao Café, um elegante bar cujo dono é o chefe do crime e assassino Geese Howard. Enquanto Terry bebe no andar de baixo, Geese está no meio de uma negociação, subornando o comissário da polícia, que pergunta retóricamente se Geese planeja organizar o torneio de artes marciais mistas The King of Fighters para mascarar a corrupção. Nesse instante, o braço direito de Geese, Billy Kane, o informa que há um homem perguntando por ele no andar de baixo.
Ao longo do caminho, Terry encontra com outros dois personagens. Primeiramente, Lily McGuire, conhecida como a "Rainha de Southtown" e é adorada pelas crianças carentes que vivem na cidade. Ela foi adotada por Geese Howard, que a usou no assassinato de Jeff. O outro é Joe Higashi, campeão de Muay Thai e antigo amigo e rival de Andy. Joe está em Southtown para participar do torneio The King of Fighters. Terry vê Lily conversando com as crianças e lhes dando dinheiro e comida, ele a reconhece como a menina das flores mas não revela isso a ela. Depois, ele encontra Joe, quem descobre ser amigo de seu irmão e se torna seu amigo também.
Mais tarde, Terry encontra com Andy e Tung Fu Rue. O mestre Tung conta aos irmãos que existe um golpe secreto que só será ensinado a um dos dois. Terry sugere que ambos entrem no torneio, e que o vencedor seja o escolhido por Tung.
Ao descobrir que os irmãos Bogard entraram no torneio, Geese planeja uma armadilha. No torneio, o wrestler Raiden derrota o boxeador Michael Max, Joe vence o lutador de rua Duck King com seu Tiger Kick e o lutador tailandês de Muay Thai Hwa Jai, não consegue durar nem um minuto contra o Shoryudan de Andy. Geese pretendia usar Lily para envenenar Terry antes da luta, mas ela não consegue por ter se apaixonado ele. Após isso, Terry derrota seu oponente, o capoeirista Richard Meyer e está prestes a lutar com seu irmão Andy.
Ao começar a luta, Joe percebe um homem prestes a assassinar os irmãos Bogard e recebe a bala por eles. Com a ajuda de Lily, eles escapam do torneio, o que custa a vida de Lily nas mãos de Geese. Após a morte de Lily, Billy Kane ataca o velho mestre Tung, colocando sua vida em risco.
Tung Fu Rue foi internado em coma, furioso, Andy, mais uma vez, jura vingança contra Geese e parte com seu amigo Joe Higashi para acabar com o assassino. No hospital, Tung desperta de seu coma, e decide ensinar seu segredo a Terry. O esforço é muito grande e Tung não agüenta.
Andy e Joe conseguem chegar em Geese após derrotar Billy e Raiden. Geese, porém, é forte demais para Andy e o derrota com apenas um golpe. Quando Terry chega ao local, encontra Andy derrotado e segue para atacar Geese. Terry utiliza todo o poder do golpe secreto de seu mestre e derrota Geese Howard, vingando a morte de seu pai.
Terry, Andy e Joe se encontram no túmulo de Jeff Bogard e a partir daí, seguem caminhos separados.

## Dublagem
| Personagens      | Dublagem Brasileiro (1992)                          | Redublagem Brasileiro (2005)                          |
| Terry Bogard     | Marcelo Campos (Criânça ou Adulto)                  | Reinaldo Buzzoni (Adulto) Matheus Perissé (Criânça)   |
| Andy Bogard      | Mauro Eduardo Lima (Adulto) Leda Figueiró (Criânça) | Peterson Adriano (Adulto) Bernardo Coutinho (Criânça) |
| Joe Higashi      | Paulo Porto                                         | Clécio Souto                                          |
| Geese Howard     | José Parisi Jr.                                     | Jorge Vasconcelos                                     |
| Billy Kane       | Affonso Amajones                                    | Duda Ribeiro                                          |
| Lily McGuire     | Noeli Santisteban                                   | Miriam Ficher                                         |
| Tung Fu Rue      | Carlos Eduardo Amorim                               | Orlando Drummond                                      |
| Raiden           | Leonardo Camillo                                    | Ricardo Telles                                        |
| Richard Meyer    | José Coutinho                                       | José Sant'anna                                        |
| Ripper           | Fábio Villalonga                                    | Sérgio Muniz                                          |
| Hopper           | N/A                                                 | Márcio Simões                                         |
| Jeff Bogard      | Leonardo Camillo                                    | Mário Cardoso                                         |
| Chefe de Policia | João Francisco Garcia                               | Maurício Berger                                       |
| Médico           | N/A                                                 | Ricardo Schnetzer                                     |

Outras Vozes (1992): Fábio Vilalonga, João Francisco Garcia, José Coutinho, Leda Figueiró, Leonardo Camillo, Márcia Regina, Rogério Vieira, entre outros.
Outras Vozes (2005): Ana Lúcia Menezes, Jéssica Marina, Malta Jr, Pamella Rodrigues, Priscila Amorim. 